# (4964) Kourovka
(4964) Kourovka est un astéroïde de la ceinture principale.

## Description
(4964) Kourovka est un astéroïde de la ceinture principale. Il fut découvert le 21 juillet 1979 à Naoutchnyï par Nikolaï Tchernykh. Il présente une orbite caractérisée par un demi-grand axe de 2,26 UA, une excentricité de 0,12 et une inclinaison de 4,9° par rapport à l'écliptique.

## Compléments